# Il boia scarlatto
Il boia scarlatto è un film horror del 1965 diretto da Massimo Pupillo con lo pseudonimo Max Hunter.

## Trama

Il boia scarlatto tortura Nancy

Per realizzare un servizio fotografico per le copertine delle sue pubblicazioni, un editore di romanzi gialli si reca con una troupe e alcune modelle presso un castello abitato solo da un attore in pensione che, escluse due guardie del corpo factotum, vive isolato dal mondo. Nonostante l'iniziale contrarietà, li accoglie per la notte. Mentre perlustrano i sotterranei del castello, alcuni membri della troupe incidentalmente rompono il sigillo che imprigiona un criminale, noto come il "boia scarlatto" che, secoli prima, era stato condannato a morte e giustiziato dentro una vergine di Norimberga nelle segrete del castello. Accadono misteriosi incidenti mortali, ma si decide di proseguire col servizio fotografico.

## Produzione
Gli interni del film furono girati a Palazzo Borghese, ad Artena, mentre gli esterni sono stati realizzati al Castello Piccolomini, a Balsorano.

## Distribuzione
Il boia scarlatto è stato distribuito nei cinema italiani il 28 novembre 1965 con una durata di 87 minuti. Il film ha incassato complessivamente 65 milioni di lire a livello nazionale. Negli Stati Uniti è uscito il 16 maggio 1967, in coppia con 5 tombe per un medium. La versione americana è stata ridotta a 74 minuti. La campagna pubblicitaria statunitense riportava che la pellicola era basata sugli scritti del Marchese de Sade. Il film è stato redistribuito in Italia nel 1972 col titolo Io...il Marchese de Sade.

## Accoglienza

### Critica
(Paolo Pillitteri)
Lo storico di cinema Roberto Curti ha notato nel film elementi derivati dai fotoromanzi e fumetti neri, e ha liquidato l'intera opera come "decisamente esagerata".
Su La Stampa il vice-critico scrisse: «Una più accorta e misurata amministrazione degli effetti granguignoleschi poteva, specie verso la fine, impedire a Il boia scarlatto di sfiorare il ridicolo».